# Torre del Marenyet
La torre del Marenyet es una torre defensiva circular de unos 20 metros de altura erigida en el margen derecho del Júcar, cerca de su desembocadura, en la localidad española de Cullera. Fue construida durante el siglo XVI reinante Felipe II.
Las costas valencianas recibían en aquella época visitas frecuentes por parte de los piratas turcos, por lo tanto era necesaria una torre que sirviera de punto de vigilancia y defensa ante los ataques. Formaba parte de un sistema defensivo de unos 15 km, que enlazaban las costas del Reino de Valencia. La gran destrucción que Cullera sufrió el mes de mayo del 1550, por parte del pirata Turgut Reis, hizo patente la necesidad de reforzar la vigilancia y la defensa del pueblo.
En el año 1577, en tiempos del Virrey de Valencia Vespasiano Gonzaga, se construyó la torre del Marenyet según nos dice la inscripción que se puede leer encima de su puerta: 

Reinado del siempre vencedor D. Felipe Segundo, sin su lugarteniente el Capitán General de este Reino de Valencia, Vespasiano Gonzaga Colona, Príncipe de Sabioneda, Duque de Traieto, Marqués de hartiana, Conde de Fundi, año MDLXXVIII.

La construcción de mampostería tosca, hace unos 10 metros de diámetro y 20 de altura total. Contiene los elementos del resto de edificaciones defensivas de la época, puerta de acceso pequeña, aspilleras como únicos ventanales abiertos en el muro y ubicados a gran altura, con dos plantas comunicadas interiormente por una estrecha escalera y rematada por una terraza con barandilla en forma de almena, el cual servía para la vigilancia y para avisar en forma de palomas mensajeras de día o encendiendo fuego de noche, de la aparición de naves berberiscas. Además tenía cuatro "guardas de mar", dos a pie y dos a caballo, que podían avisar rápidamente de cualquier incidencia.
En la actualidad, la Torre se encuentra a unos 500 metros de las escolleras del río Júcar, debido al cambio de curso que sufrió el río tras la riada de 1864, conocida como la "Riada gorda".
Dentro del sistema de defensas creado por Antonelli, se encontraba al norte de la Torre la antigua torre del Cabo de Cullera en la zona del Faro.
Desde los años 2010 se puede visitar la Torre y el pequeño museo que alberga.